# 大皮亞季吉爾卡
49°52′3″N 28°28′45″E / 49.86750°N 28.47917°E
大皮亞季吉爾卡（烏克蘭語：Велика П'ятигірка），是烏克蘭的村落，位於該國北部日托米爾州，由別爾季切夫區負責管轄，始建於十四世紀，面積2.95平方公里，海拔高度265米，2021年人口737。